# مانت هود ویلیج (اورگن)
مانت هود ویلیج (به انگلیسی: Mount Hood Village) یک منطقهٔ مسکونی در ایالات متحده آمریکا است که در ماونت هود کوریدور واقع شده‌است. مانت هود ویلیج ۶۷٫۷ کیلومتر مربع مساحت و ۴٬۸۶۴ نفر جمعیت دارد و ۳۸۰ متر بالاتر از سطح دریا واقع شده‌است.